# A Diplomatic Mission
A Diplomatic Mission er en amerikansk stumfilm fra 1918 instrueret af Jack Conway.

## Medvirkende
- Earle Williams som Sylvester Todd
- Grace Darmond som Lady DIana Loring
- Leslie Stuart som Sir John Boyden
- Kathleen Kirkham som Lady Boyden
- J. Gordon Russell som Von Goetz